# Tessmannia densiflora
Tessmannia densiflora é uma espécie vegetal da família Fabaceae.
Apenas pode ser encontrada na Tanzânia.
Está ameaçada por perda de habitat.